# عبد الجواد طايل
عبد الجواد عبد الحفيظ طايل (مواليد 17 نوفمبر 1951)، هو شاعر مصري من مواليد القاهرة. عضو اتحاد كتاب مصر.

## السيرة
حصل عبد الجواد طايل على بكالوريوس تجارة عام 1974، وليسانس في الأدب العربي من كلية الآداب عام 1985 من جامعة عين شمس. يعمل مراقب حسابات في الجهاز المركزي للمحاسبات، ومراقب بإدارة الصحافة بمؤسسة الأهرام، وعمل بالهيئة السعودية للمراجعين والمحاسبين بالرياض.

## دواوين
| الاسم             | دار النشر                            | تاريخ النشر | عدد الصفحات | ردمك ISBN            | المصدر |
| ----------------- | ------------------------------------ | ----------- | ----------- | -------------------- | ------ |
| ولكني أحبك        | مكتبة الأسرة                         | 1980        | 94          |                      | [ 4 ]  |
| مملكة الحب        | دار الفكر العربي                     | 1982        | 116         |                      | [ 5 ]  |
| أشواق وأشواك      | دار الفكر العربي                     | 1985        | 118         | (ردمك 9789771001232) | [ 6 ]  |
| والحب كان الثمن   | المكتب المصري الحديث                 | 1991        | 159         |                      | [ 7 ]  |
| هذا هو القمر      | الدار المصرية اللبنانية              | 1999        | 131         |                      | [ 8 ]  |
| الحياة وطن        | الهيئة المصرية العامة للكتاب         | 2002        | 149         |                      | [ 9 ]  |
| الفراشة واللهب    | الهيئة المصرية العامة للكتاب         | 2004        |             |                      | [ 10 ] |
| إرهابيون          |                                      | 2005        |             |                      |        |
| حبيبتى و البحر    | مكتبة الآداب للطباعة والنشر والتوزيع | 2009        |             | (ردمك 9789774681377) | [ 11 ] |
| عسل ومر           | دار المعارف                          | 2013        | 120         | (ردمك 9789770278666) | [ 12 ] |
| وأسدل الستار: شعر | المكتبة الأكاديمية                   | 2018        |             | (ردمك 9789772814455) | [ 13 ] |
| مملكة الحب        | دار الفكر العربي                     | 2024        | 116         |                      | [ 14 ] |

## مقالات
| الاسم          | المجلة | تاريخ النشر |
| -------------- | ------ | ----------- |
| جحود.. (قصيدة) | الهلال | يونيو 1980  |
| انتظار (قصيدة) | الهلال | يوليو 1981  |

## الجوائز
- جائزة وزارة الثقافة عام 1980.[2]
- المركز الأول في الشعر في مصر من المجلس الأعلى للثقافة عام 1982.[2]